# 多瑙河擬鯉
多瑙河擬鯉（学名：Rutilus pigus）為輻鰭魚綱鯉形目雅羅魚科的其中一種，分布於歐洲義大利北部和瑞士，從亞得里亞海北部沿岸至波河、多瑙河中上游流域及馬焦雷湖、盧加諾湖和科莫湖流域，本魚體呈圓柱形，虹膜銀色，側面是青銅色，帶有深色斑點的大理石花紋，吻部圓錐形，繁殖期雄魚，頭側眼上方有兩排水平排列的明顯獨立的結節，下部一列有8-11個結節，上部一列有3-6個結節，體長可達45公分，體重可達2公斤，壽命可達9年，棲息在中大型河川及高山湖泊較深的水域，以藻類、底棲性無脊椎動物和有機碎屑為食，繁殖期在4至5月。